# Pla de Sobes
El Pla de Sobes és una petita partida rural formada per planes del límit dels termes municipals d'Abella de la Conca i d'Isona i Conca Dellà (antic terme de Sant Romà d'Abella), a la comarca del Pallars Jussà.
És al límit sud-oest del terme i de la vila d'Abella de la Conca, al sud-est del poble de Sant Romà d'Abella. És al sud-oest de los Plans. És a la dreta del barranc del Mas de Mitjà. A l'extrem sud-oriental del Pla de Sobes hi ha els costers de Romanins.
Està formada per la parcel·la 102 del polígon 1 d'Abella de la Conca; consta només de 2,0984 hectàrees exclusivament d'ametllers.